# علجوم الشجر الآسيوي المبقع
علجوم الشجر الآسيوي المبقع (الاسم العلمي: Pedostibes tuberculosus)، هو نوع من البرمائيات يتبع جنس علجوم الشجر الآسيوي ضمن فصيلة العلاجيم الحقيقية.

## معرض صور

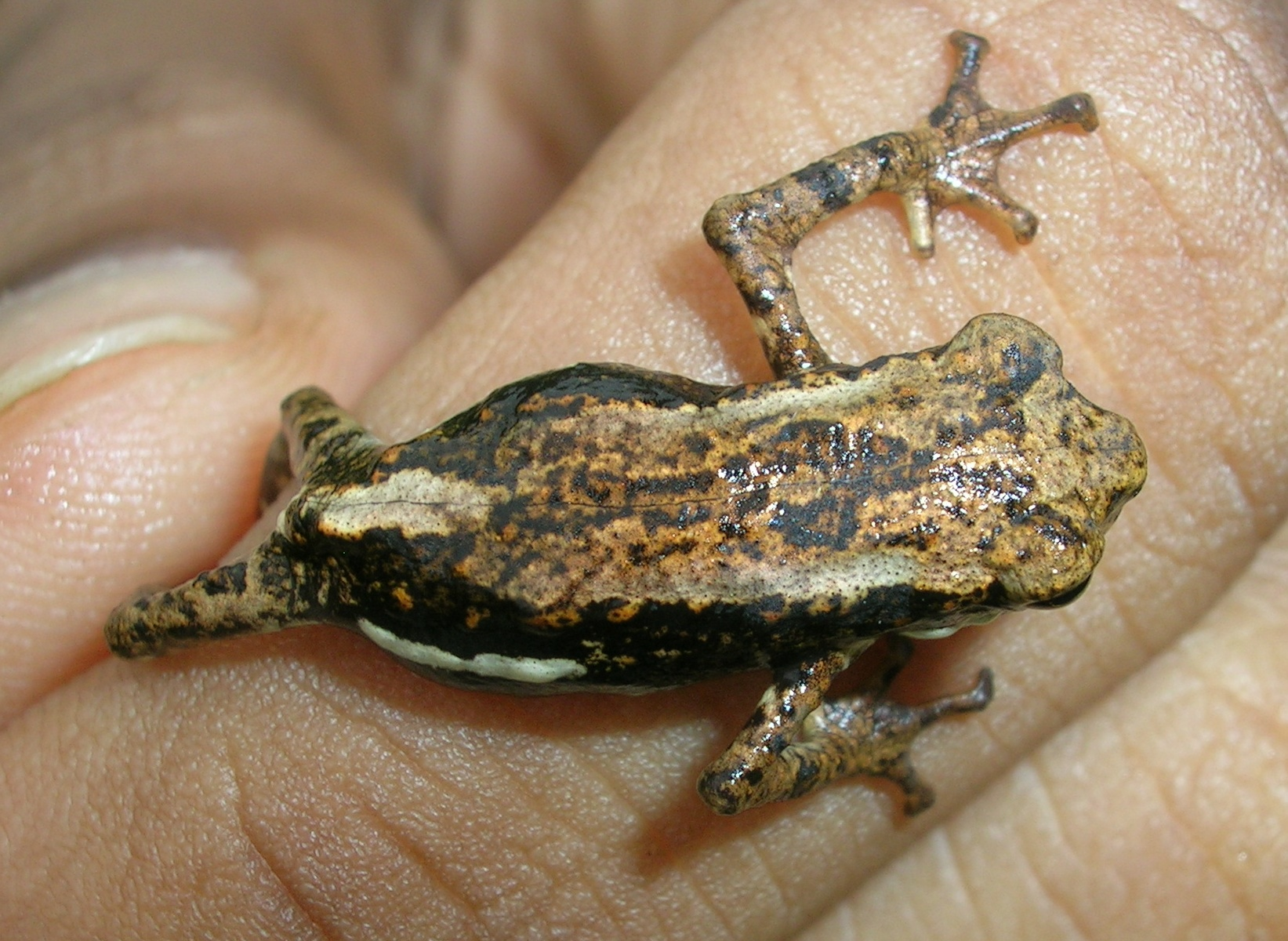
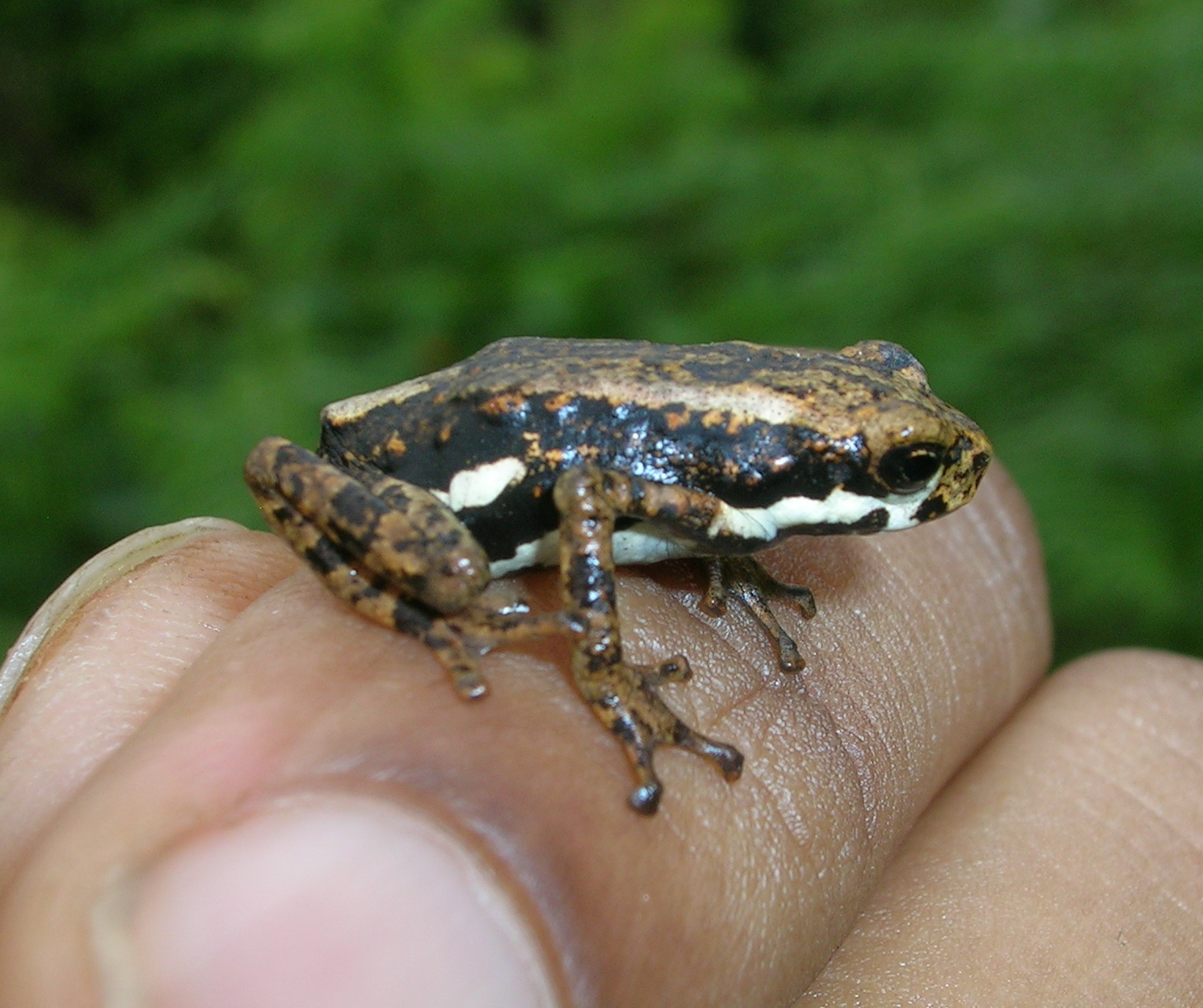
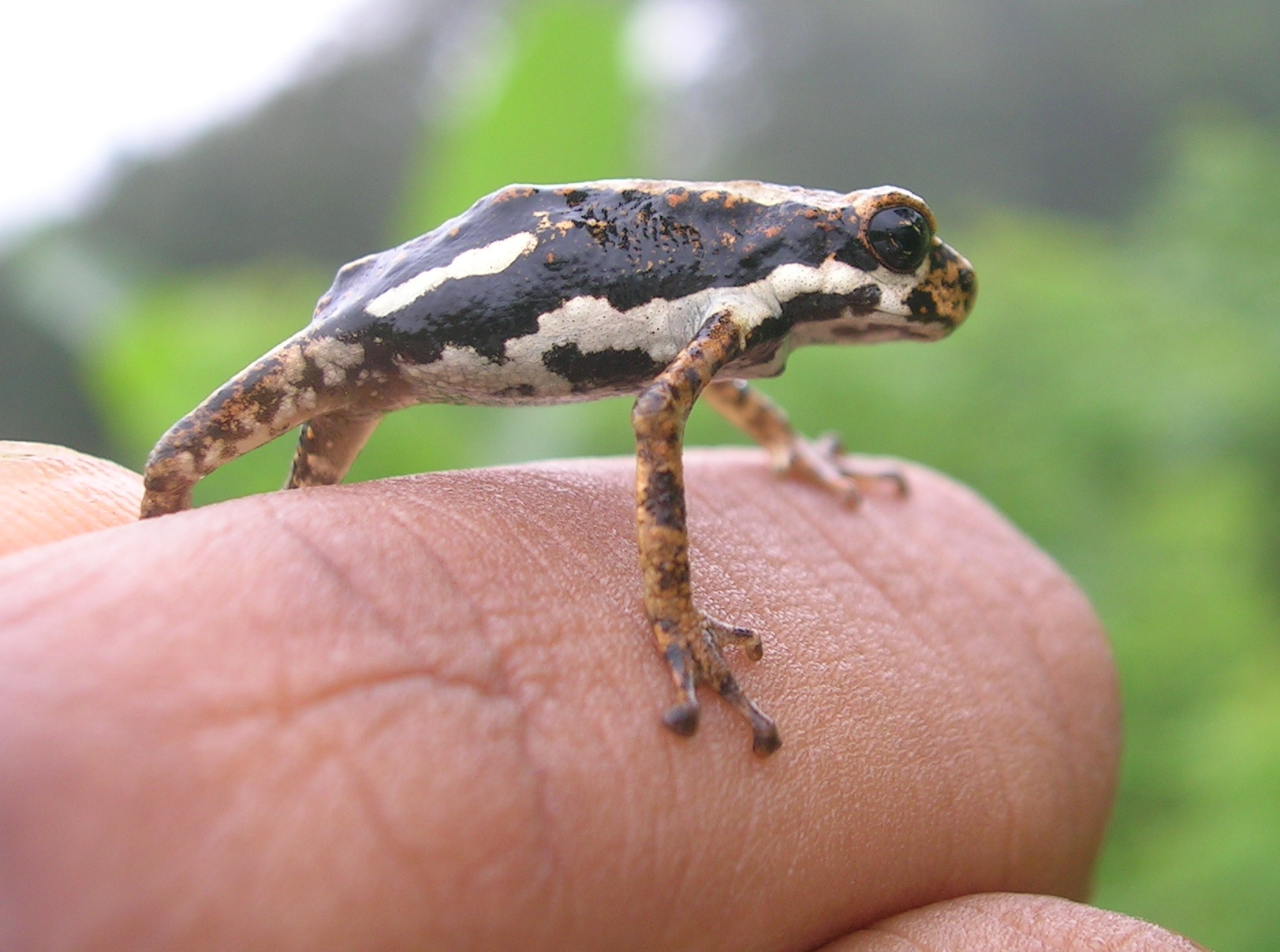